# Kostanj
Kostanj is een plaats in de gemeente Dubrava in de Kroatische provincie Zagreb. De plaats telt 102 inwoners (2001).